# Svärdsjö
Svärdsjö è un'area urbana della Svezia situata nel comune di Falun, contea di Dalarna.
La popolazione rilevata nel censimento 2010 era di 1 251 abitanti .